# Antihemoroidalije
Antihemoroidalije su lijekovi za liječenje hemoroida. 
Treba reći da ovisno o tome treba li liječiti vanjske ili unutrašnje hemoroide antihemoroidalije dolaze u obliku čepića za unutrašnje hemoroide ili u obliku krema i masti za vanjske hemoroide. To su obično masti, kreme ili čepići koji imaju protuupalna, antiinfektivna, adstringentna i lokalno anestetska svojstva. 

## Sastav
Klasična ljekarnička krema za hemoroide, primjerice sadržava cinkov oksid (antiseptik i adstringent), talk, bizmutov subgalat (adstringent), benzokain (lokalni anestetik), efedrin (vazokonstriktor), rezorcinol (antiseptik) i peruanski balzam (protuupalna tvar). Unatoč svojoj staroj recepturi takva krema je još uvijek jedno od najboljih sredstava za liječenje i ublažavanje simptoma hemoroida. 
Općenito, antihemoroidalije sadržavaju neku protuupalnu tvar za dugoročnije liječenje upaljenih vena i lokalni anestetik ili adstringent za trenutno olakšanje boli. Obično su protuupalne tvari neki kortikosteroidi kao što su fluokortolon, fluorometolon, deksametazon, betametazon ili fluocinolon acetonid. Oni, kao jake protuupalne tvari vrlo učinkovito zaustavljaju upalu. S druge strane, kao lokalne anestetike u antihemoroidalijama nalazimo lidokain, tetrakain, benzokain, cinhokain, prokain, oksetakain i sl. Oni djeluju trenutačno uklanjajući osjet boli. Iako lokalni anestetici u biti ne nalaze svoje mjesto u topičkim pripravcima jer ne prodiru kroz kožu, za ublažavanje boli u slučaju hemoroida oni djeluju jer se primjenjuju izravno na oštećenu kožu i sluznicu pri čemu se iz krema i gelova lagano oslobađaju i djeluju duže nego što bi im bio učinak u tkivima.
Ostali sastojci antihemoroidalija imaju hemostiptičku i adstringentnu ulogu. Takve stvari su, primjerice, bizmutov subgalat, aluminijev acetotartarat i cinkov oksid te polikrezulen. 

## Primjena
Osim za pomoć kod hemoroida, antihemoroidalije se još primjenjuju kod drugih proktoloških tegoba kao što su analne fistule i ragade, analni svrbež i ekcem, ako nisu izazvani anorektalnim nadražajem te u liječenju rana nakon proktoloških operacija. 

## Nuspojave
Antihemoroidalije se ne bi smjele upotrebljavati ako postoji alergija na neke sastojke krema ili čepića, te u slučaju tuberkuloze kože, herpesa simpleksa, varičela, vakcinija i gljivičnih infekcija. Ponekad se javljaju nuspojave u obliku prolaznih peckanja i iritacije na mjestu primjene.